# Kholoud Faqih
Kholoud Faqih, también conocida como Kholoud Al-Faqih o Khulūd Faqīh (خلود فقيه Khulūd Faqīh), es una jueza palestina y la primera cadí en Oriente Medio.
Kholoud estudió derecho en la Universidad Hebrea de Jerusalén, y se graduó en 1999. Fue autorizada para ejercer en 2001. Trabajó en el Centro de Mujeres para ayuda legal y asesoría. De 2003 a 2008 trabajó para la Defensa de mujeres maltratadas. En 2005 terminó un máster en ley privada en la Universidad de Jerusalén. Después de aprobar dos exámenes judiciales competitivos en Ramala, en 2009 fue nombrada cadí, jueza del Tribunal de la sharia, de Ramala.
En el 2012, la revista CEO Middle East la situó en el puesto décimo entre las 100 mujeres árabes más poderosas del mundo.